# Козмерице
Козмерице (словен. Kozmerice, итал. Cosmarizze) су насељено место у општини Толмин, Горишка регија, Словенија.

## Историја
До територијалне реорганизације у Словенији биле су у саставу старе општине Толмин.

## Становништво
У попису становништва из 2011. године, Козмерице су имале 21 становника.
| Број становника према пописима | Број становника према пописима | Број становника према пописима |
| ------------------------------ | ------------------------------ | ------------------------------ |
| 1991                           | 2002                           | 2011                           |
| 31                             | 25                             | 21                             |